# 湘南鎌倉総合病院
医療法人徳洲会 湘南鎌倉総合病院（いりょうほうじんとくしゅうかい しょうなんかまくらそうごうびょういん、英: Shonan Kamakura General Hospital; 略称: SKGH）は、神奈川県鎌倉市にある私立の総合病院である。附属臨床研究センターが文部科学省より科学研究費補助金取扱研究機関に指定されている。
救急車で搬送される患者の受け入れ数が年間で約2万2000人と全国トップクラスであり、日本屈指の高度急性期病院として知られる。また、英語・中国語・韓国語・フランス語などに対応可能な医療機関でもあり、外国人受診数も多い。身体障害者補助犬の同伴も受け入れている。
心臓外科医の須磨久善の執刀により、1996年に日本で初めて拡張型心筋症に対する左室縮小形成術、いわゆるバチスタ手術が行われた。

## 概要
湘南鎌倉総合病院は、鎌倉市の地域住民による「総合病院を実現させる会」を主体とする約8万6000人の署名活動をもとに、1988年に開設された。「生命だけは平等だ」の理念を掲げる徳洲会グループが国内25番目に開設した病院であり、地域医療、先端医療の提供を目的とする地域の中核病院としての役割を担っている。また、医療従事者の教育施設として、厚生労働省によって臨床研修指定病院、外国医師臨床修練指定病院に指定されている。
医療施設認定合同機構国際認定（Joint Comission International）を、亀田総合病院（2009年8月）、NTT東日本関東病院（2012年3月）、聖路加国際病院（2012年7月）に次いで、2012年に日本で4番目に取得した。また、英語・中国語・フランス語・ロシア語などの外国語使用者の受診をサポートする国際医療支援室が院内に整備されており、一般財団法人日本医療教育財団による外国人患者受入れに関する認証（Japan Medical Service Accreditation for International Patients）を、2013年に日本で初めて取得した。
神奈川県の地域中核病院として、神奈川県災害協力病院、神奈川県DMAT-L指定病院、神奈川県がん診療連携指定病院などに指定されている。さらに、2019年には、神奈川県、鎌倉市、藤沢市、武田薬品工業と連携・協力に関する覚書を締結し、地域における健康寿命の延伸やヘルスケア分野の産業創出を目的とした臨床研究、橋渡し研究にも取り組んでいる。
- 敷地面積：16,828.94m2（5,090坪）
- 構造：鉄筋コンクリート造 地下1階、地上15階、免震構造
- 入院基本料：7対1
- 備考：救命救急センター、集中治療室（ICU）、無菌個室、国際医療支援室、ヘリポートなどを完備している。

## 診療科
- 内科
- 心療内科
- 脳神経内科
- 呼吸器内科
- 消化器内科
- 循環器内科
- アレルギー科
- リウマチ科
- 小児科
- 外科
- 整形外科
- 形成外科
- 美容外科
- 脳神経外科
- 呼吸器外科
- 消化器外科
- 心臓血管外科
- 皮膚科
- 泌尿器科
- 肛門外科
- 産科
- 婦人科
- 眼科
- 耳鼻咽喉科
- リハビリテーション科
- 放射線科
- 麻酔科
- 病理診断科
- 腎臓内科
- 血液内科
- 糖尿病内分泌内科
- 救急科
- 血管外科
- 乳腺外科
- 腫瘍外科
- 脳血管内外科
- 腫瘍内科
- 人工透析内科
- 漢方内科
- 肝臓・胆のう・膵臓内科
- 精神科
- 脊椎脊髄外科
- 頭頸部外科
- 歯科口腔外科

## 医療機関としての指定
- ホスピレート認定 第13号
- 基幹型臨床研修病院
- 外国医師臨床修練指定病院
- JCI(Joint Commission International)認証取得
- 外国人患者受入れ医療機関認証制度認証取得病院
- Japan Medical Service Accreditation for International Patients(JMIP)
- 救命救急センター指定病院
- 神奈川県災害協力病院
- 神奈川県DMAT-L指定病院
- 地域がん診療連携拠点病院
- 災害拠点病院

## 附属臨床研究センター
研究機関として附属臨床研究センター（ふぞくりんしょうけんきゅうせんたー、英: Shonan Kamakura General Hospital Affiliated Clinical Research Center）が院内に設置されており、医師主導の臨床研究や、臨床応用を目的とした橋渡し研究が行われている。2013年4月1日に開設され、横浜市立大学大学院医学研究科放射線医学教室の連携大学院として協定を締結した。これによって、臨床研究センターに所属しながら、大学院生としての学習・研究活動が可能となり、横浜市立大学の学位取得を目指すことが可能になった。平成27（2015）年5月12日付で文部科学省から科学研究費補助金取扱研究機関に指定された（機関番号92720）。

## 交通アクセス
- JR各線・湘南モノレール江の島線大船駅下車。西口（大船観音側）・東口交番ターミナル（湘南モノレール駅下バスターミナル）からバス利用（シャトルバス、路線バス）。

　　　西口から徒歩25分。路線バス利用時は東口の江ノ電バス藤沢－大船線にて直接アクセス可能（最寄りバス停は湘南鎌倉総合病院藤沢口）。
- JR東海道本線・小田急江ノ島線藤沢駅から江ノ電バス湘南鎌倉総合病院線で正門前にアクセスすることもできる。

## 沿革

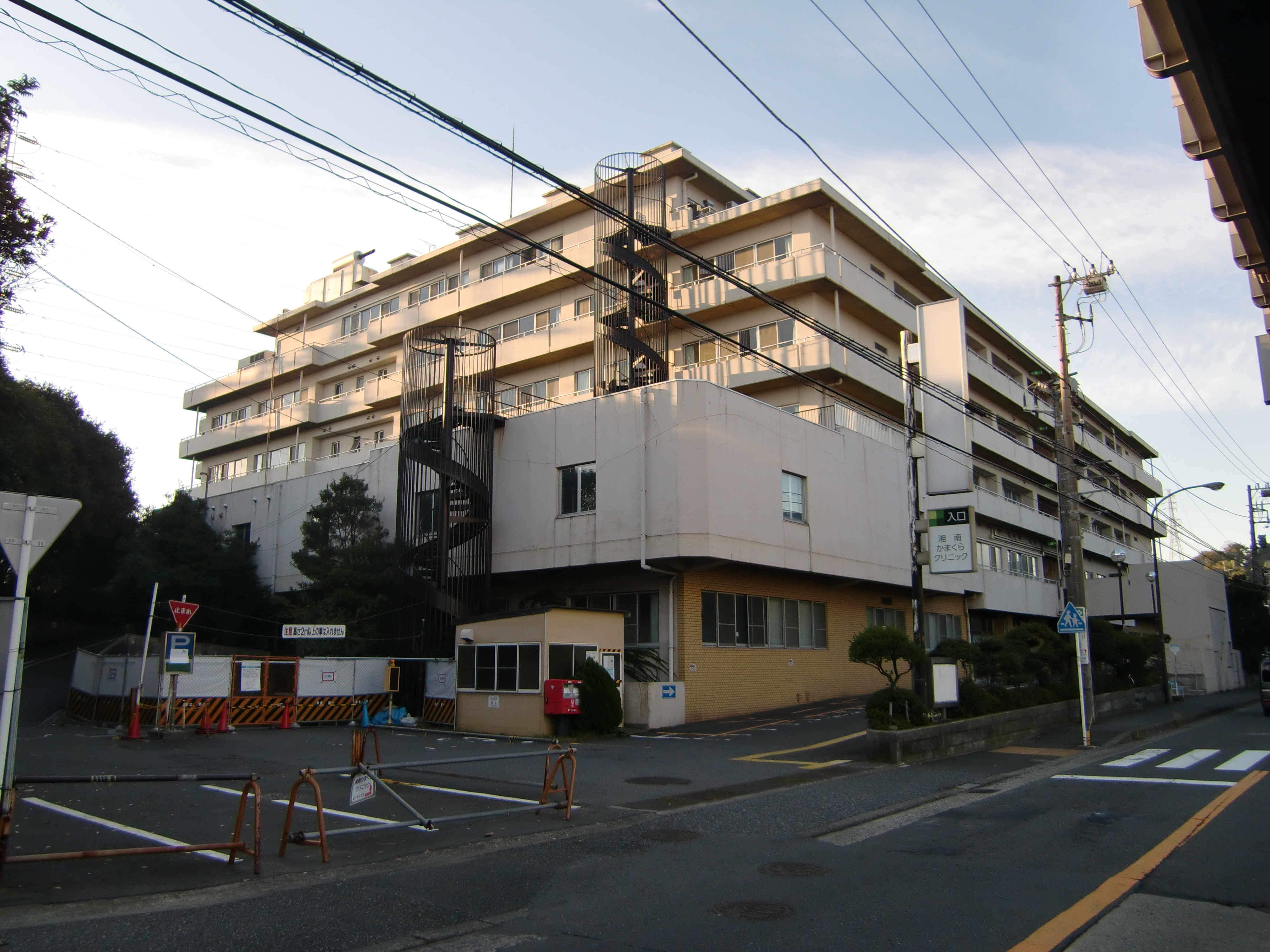
旧館

- 1988年11月 - 「湘南鎌倉病院」として神奈川県鎌倉市山崎に開院。
- 1994年3月 - 「湘南鎌倉総合病院」に改名。
- 1995年12月 - 「医療法人社団愛心会 湘南鎌倉総合病院」に改名。
- 1996年12月2日 - 日本初のバチスタ手術が行われる。
- 2010年2月 - 「医療法人沖縄徳洲会 湘南鎌倉総合病院」に改名。
- 2010年9月 - 鎌倉市岡本へ移転。
- 2013年4月 - 厚生労働省によって救命救急センターに指定。
- 2015年5月 - 附属臨床研究センターが文部科学省によって科学研究費補助金取扱研究機関に指定。
- 2021年10月 - 「医療法人徳洲会 湘南鎌倉総合病院」に改名。

## 著名な関係人物
- 徳田虎雄 - 徳洲会創業者。元衆議院議員。湘南鎌倉病院を開院した。筋萎縮性側索硬化症発症後は自身も入院、終の棲家とする。
- 須磨久善 - 元院長。副院長在職時、バチスタ手術を日本で初めて行った。
- 阿部知子 - 衆議院議員（立憲民主党）。非常勤の勤務医（思春期外来）[14]であった。
- 桐島聡 - 新左翼のテロリスト。約半世紀に及ぶ逃亡の末、当院に救急搬送された際に自ら正体を明かし、その4日後に死去。